# بابره علیا
بابره علیا یکی از روستاهای استان آذربایجان شرقی است که در دهستان هرزندات شرقی بخش مرکزی شهرستان مرند واقع شده‌است. زبان این روستا نیز همانند مناطق دیگر ترکی آذربایجانی با لهجه هرزندی است. این روستا بین روستاهای میاب و هرزند و در دشت الکی قرار دارد که در سالهای اخیر در اثر خشکسالی های مداوم و کمبود امکانات روز به روز شاهد مهاجرت های ناگزیر اهالی بوده است.
روستای بابره ۳۵ کیلومتری شهرستان مرند قرار داردو دارای آب و هوای نسبتا ملایم است و اکثر اهالی مقیم روستا کشاورزی و دامداری می‌باشد.